# 1500
Il 1500 (MD in numeri romani) è un anno bisestile del XV secolo.

## Eventi
- 5 gennaio – Ludovico Sforza conquista Milano.
- 26 gennaio – Vicente Yáñez Pinzón raggiunge le coste settentrionali del Brasile.
- 10 aprile – Battaglia di Novara (Luigi XII sconfigge Ludovico il Moro).
- 22 aprile – Pedro Álvares Cabral sbarca in Brasile e lo annette al Portogallo. In realtà era partito per le Indie, sulla rotta di Vasco da Gama. La fortunata coincidenza fu forse causata da una sospensione fuori rotta dal vento.
- 10 agosto – Diogo Dias scopre un'isola che lui chiama "St. Lawrence" (per il santo del giorno in cui fu scoperta), in futuro rinominata Madagascar.
- 11 novembre – Trattato segreto di Granada (patto tra Luigi XII di Francia e Ferdinando II d'Aragona il Cattolico per la conquista del Regno di Napoli).
- 16 novembre – Go-Kashiwabara diventa il 104º imperatore del Giappone.
- 24 dicembre – Assedio di Cefalonia: Consalvo di Cordova comanda una vittoria ispano-veneziana contro l'Impero Ottomano.
- Per la cattiva amministrazione della colonia di Hispaniola, Colombo e i suoi fratelli vengono arrestati dall'inviato reale spagnolo.

## Nati

### Gennaio
- 9 gennaio - Diana di Poitiers, nobildonna francese († 1566)
- 16 gennaio - Antonio Musa Brasavola, medico e botanico italiano († 1555)
- 30 gennaio - Fernando di Castiglia e Mendoza, conte di Marin, nobile spagnolo († 1574)

### Febbraio
- 5 febbraio - Giovanni Guidiccioni, poeta e vescovo cattolico italiano († 1541)
- 7 febbraio - João de Castro, esploratore portoghese († 1548)
- 22 febbraio - Rodolfo Pio, cardinale e arcivescovo cattolico italiano († 1564)
- 24 febbraio - Carlo V d'Asburgo, sovrano († 1558)

### Marzo
- 3 marzo - Reginald Pole, cardinale e arcivescovo cattolico inglese († 1558)
- 5 marzo - Carlo Gualteruzzi, letterato e filologo italiano († 1577)

### Aprile
- 4 aprile - Pandolfo della Stufa, politico italiano († 1568)
- 11 aprile - Joachim Camerarius il Vecchio, umanista tedesco († 1574)
- 12 aprile - Sperone Speroni, scrittore e filosofo italiano († 1588)
- 14 aprile - Francesco Franchini, umanista, poeta e vescovo cattolico italiano († 1559)
- 27 aprile - Luigi di Lorena, vescovo cattolico e militare francese († 1528)

### Maggio
- 17 maggio - Luisa Borgia, nobile italiana († 1553)
- 17 maggio - Federico II Gonzaga, nobile e collezionista d'arte italiano († 1540)
- 20 maggio - Bernardino Cirillo, scrittore, storico e religioso italiano († 1575)

### Giugno
- 10 giugno - Cornelis Musius, presbitero e poeta olandese († 1572)
- 13 giugno - Ernesto di Baviera, nobile tedesco († 1560)

### Luglio
- 2 luglio - Federico Cesi, cardinale e vescovo cattolico italiano († 1565)
- 5 luglio - Paris Bordon, pittore italiano († 1571)
- 20 luglio - Lorenzo Cybo, sovrano italiano († 1549)
- 26 luglio - Vittore Soranzo, vescovo cattolico italiano († 1558)

### Agosto
- 16 agosto - Luigi Gonzaga "Rodomonte", conte italiano († 1532)

### Settembre
- 15 settembre - Ligier Richier, scultore francese († 1567)
- 17 settembre - Sebastiano Antonio Pighini, cardinale e arcivescovo cattolico italiano († 1553)
- 25 settembre - Michelangelo Biondo, medico italiano
- 26 settembre - Ludovica Torelli, nobildonna e filantropa italiana († 1569)

### Ottobre
- 17 ottobre - Alonso de Orozco, mistico spagnolo († 1591)

### Novembre
- 3 novembre - Benvenuto Cellini, scultore, orafo e scrittore italiano († 1571)
- 19 novembre - Antonio Vignali, scrittore e poeta italiano († 1559)

### Senza giorno specificato
- Damasceno Studita, scrittore e vescovo ortodosso greco († 1577)
- Estebanico, esploratore berbero († 1539)
- Mahidevran,  ottomana († 1581)
- Isabella Boschetti, nobile italiano († 1560)
- Jakob Hutter, predicatore e teologo austriaco († 1536)
- Gian Giacomo dell'Acaya, ingegnere italiano († 1570)
- Hernando de Alarcón, esploratore spagnolo († 1541)
- Francesco Alighieri, letterato e religioso italiano († 1562)
- Shlomo Halevi Alkabetz, poeta e rabbino turco († 1580)
- Andreas Althamer, teologo tedesco († 1539)
- Pedro Angulo, vescovo cattolico e missionario spagnolo († 1562)
- Jacques d'Annebaut, vescovo cattolico e cardinale francese († 1558)
- Gonçalo Annes Bandarra, scrittore portoghese († 1556)
- Antoine Arena, poeta e giurista francese († 1563)
- Robert Aske, avvocato inglese († 1537)
- Antonio Maria Avogadro, politico e militare italiano († 1528)
- Mario Bandini Piccolomini, politico italiano († 1558)
- Giovanni Jacopo Caraglio, incisore, pittore e medaglista italiano († 1565)
- Gaspar de Carvajal, missionario spagnolo († 1584)
- Léon de Castro, teologo, grecista e orientalista spagnolo
- Giovanni da Cavino, medaglista italiano († 1570)
- Alonso de Alvarado, generale spagnolo († 1556)
- Ascanio I Colonna, nobile italiano († 1557)
- Pirro Colonna, militare italiano († 1552)
- Francesco Crasso, cardinale italiano († 1566)
- Giovanni Angelo Criscuolo, pittore italiano († 1573)
- Thomas Derrick, criminale britannico († 1600)
- Charles Dumoulin, giurista francese († 1566)
- Filiberto Ferrero, cardinale, vescovo cattolico e diplomatico italiano († 1549)
- Camillo Filippi, pittore italiano († 1574)
- Zaccaria Fiorini, predicatore italiano († 1586)
- Giacomo Gastaldi, cartografo italiano († 1566)
- Giovanna van der Gheynst († 1541)
- Rodrigo Gil de Hontañón, architetto spagnolo († 1577)
- Camilla Gonzaga, nobile italiana († 1585)
- Camilla Gonzaga, nobildonna e letterata italiana
- Nicolaus Grohmann, architetto tedesco († 1566)
- Felipe de Guevara, umanista e collezionista d'arte spagnolo († 1563)
- Diego Hurtado de Mendoza y de la Cerda, nobile spagnolo († 1578)
- Ruy López de Villalobos, esploratore spagnolo († 1546)
- Leonida Malatesta, condottiero italiano († 1557)
- Bartolomeo Maranta, fisico e botanico italiano († 1571)
- François Marchand, scultore francese († 1551)
- Celso Mellini, umanista italiano († 1519)
- Antonio Minturno, vescovo cattolico, poeta e umanista italiano († 1574)
- Shlomo Molcho, rabbino e mistico portoghese († 1532)
- Giovanni da Monte, pittore e decoratore italiano († 1580)
- Cristóbal de Morales, compositore spagnolo († 1553)
- Gabriel Mudaeus, giurista e docente fiammingo († 1560)
- Nicolò di Nale, poeta e matematico dalmata († 1585)
- Luys de Narváez, compositore spagnolo
- Francesco Negri, umanista, letterato e teologo italiano († 1563)
- Ludovico Pasquali, letterato, poeta e umanista italiano († 1551)
- Gómez Pereira, filosofo e medico spagnolo († 1567)
- Callisto Piazza, pittore italiano († 1561)
- Gonzalo Pérez, politico spagnolo († 1566)
- Camillo Renato, francescano italiano († 1575)
- Nicholas Ridley, religioso e teologo inglese († 1555)
- Bartlmä Dill Riemenschneider, pittore tedesco († 1550)
- Pietro Antonio Sanseverino, nobile italiano († 1559)
- Roberto Ambrogio Sanseverino, generale italiano († 1532)
- Bartolomeo Scappi, cuoco italiano († 1577)
- Martim Afonso de Sousa, navigatore portoghese († 1564)
- Georg von Speyer, esploratore tedesco († 1540)
- Johannes Stumpf, storico svizzero († 1576)
- Francis Talbot, V conte di Shrewsbury, nobile inglese († 1560)
- Domenico Trevisan, politico e diplomatico italiano († 1561)
- Alessandro Vitelli, condottiero italiano († 1554)
- Miguel de Fuenllana, compositore spagnolo († 1579)
- Orsolina della Penna, nobildonna italiana
- Paolo Della Stella, scultore e architetto italiano († 1552)
- Şah Sultan, principessa ottomana († 1572)
- Johann Wilhelm von Fürstenberg, nobile tedesco († 1568)

## Morti
- 17 gennaio - Giovanni Borgia, cardinale e arcivescovo cattolico spagnolo (n. 1470)
- 23 gennaio - Giorgio Valla, umanista italiano (n. 1447)
- 9 febbraio - Bernardino Caimi, religioso italiano (n. 1425)
- 10 febbraio - Niccolò Ariosto, militare italiano (n. 1433)
- 11 febbraio - Urceo Codro, umanista italiano (n. 1446)
- 17 febbraio - Francesco Berlinghieri, geografo e umanista italiano (n. 1440)
- 22 febbraio - Gerardo VI di Oldenburg, conte tedesco (n. 1430)
- 25 marzo - Gastone II di Foix-Candale, nobile francese (n. 1448)
- 25 marzo - Bartolomé Martí, cardinale e vescovo cattolico spagnolo
- 11 aprile - Michele Marullo Tarcaniota, poeta greco (n. 1453)
- 12 aprile - Leonardo di Gorizia, conte (n. 1440)
- 14 maggio - Leone Cobelli, pittore e storico italiano (n. 1425)
- 22 maggio - Pace di Maso del Bombace, architetto e disegnatore italiano (n. 1440)
- 29 maggio - Bartolomeo Diaz, navigatore portoghese (n. 1450)
- 23 giugno - Ludovico Lazzarelli, poeta e filosofo italiano (n. 1447)
- 7 luglio - Melchiorre Trevisan, condottiero italiano (n. 1434)
- 15 luglio - Astorre Baglioni, condottiero italiano
- 15 luglio - Grifonetto Baglioni, politico italiano (n. 1477)
- 18 luglio - Niccolò Borghesi, umanista e letterato italiano (n. 1432)
- 19 luglio - Michele della Pace d'Aviz, principe (n. 1498)
- 31 luglio - Orsino Orsini, nobile italiano (n. 1473)
- 10 agosto - Serafino de' Ciminelli, poeta e musicista italiano (n. 1466)
- 15 agosto - Antonio da Montefeltro, condottiero italiano (n. 1445)
- 18 agosto - Alfonso d'Aragona, principe (n. 1481)
- 23 agosto - Carlotta di Rethel, nobile francese (n. 1472)
- 26 agosto - Filippo I di Hanau-Münzenberg, conte tedesco (n. 1449)
- 12 settembre - Alberto III di Sassonia, nobile (n. 1443)
- 15 settembre - John Morton, arcivescovo cattolico e cardinale inglese (n. 1420)
- 26 settembre - Giberto III Pio di Savoia, nobile italiano (n. 1455)
- 1º ottobre - John Alcock, vescovo cattolico inglese (n. 1430)
- 21 ottobre - Go-Tsuchimikado, imperatore giapponese (n. 1442)
- 29 ottobre - Niccolò Maria Rangoni, condottiero italiano (n. 1455)
- 5 novembre - Giovanni di Foix-Étampes, principe
- 10 novembre - André d'Espinay, abate, arcivescovo cattolico e cardinale francese (n. 1451)
- 7 dicembre - Gurlino Tombesi, condottiero italiano
- 15 dicembre - Pêro Vaz de Caminha, esploratore portoghese (n. 1450)
- Giovanni Baleison, pittore italiano
- Berlingiero Caldora, nobile e condottiero italiano
- Carlo Canale, umanista italiano
- Giovanni Canavesio, pittore italiano
- Lancellotto Decio, giurista italiano (n. 1444)
- Giacomo di Foix, nobile francese (n. 1469)
- Neroccio di Bartolomeo de' Landi, pittore e scultore italiano (n. 1447)
- Giovanni Maria Platina, intarsiatore italiano
- Bernardo Tesauro, pittore italiano (n. 1440)
- Jakob Unrest, storico austriaco (n. 1430)
- Farrukh Yassar, sovrano azero (n. 1441)
- Antonia di Savoia, nobildonna francese
- Ahmad b. Majid al-Najdi, navigatore omanita (n. 1421)

## Calendario
| Calendario 1500 | Calendario 1500 | Calendario 1500 | Calendario 1500 | Calendario 1500 | Calendario 1500 | Calendario 1500 | Calendario 1500 | Calendario 1500 | Calendario 1500 | Calendario 1500 | Calendario 1500 | Calendario 1500 | Calendario 1500 | Calendario 1500 | Calendario 1500 | Calendario 1500 | Calendario 1500 | Calendario 1500 | Calendario 1500 | Calendario 1500 | Calendario 1500 | Calendario 1500 | Calendario 1500 | Calendario 1500 | Calendario 1500 | Calendario 1500 | Calendario 1500 | Calendario 1500 | Calendario 1500 | Calendario 1500 | Calendario 1500 | Calendario 1500 |
| --------------- | --------------- | --------------- | --------------- | --------------- | --------------- | --------------- | --------------- | --------------- | --------------- | --------------- | --------------- | --------------- | --------------- | --------------- | --------------- | --------------- | --------------- | --------------- | --------------- | --------------- | --------------- | --------------- | --------------- | --------------- | --------------- | --------------- | --------------- | --------------- | --------------- | --------------- | --------------- | --------------- |
|                 | 1               | 2               | 3               | 4               | 5               | 6               | 7               | 8               | 9               | 10              | 11              | 12              | 13              | 14              | 15              | 16              | 17              | 18              | 19              | 20              | 21              | 22              | 23              | 24              | 25              | 26              | 27              | 28              | 29              | 30              | 31              |                 |
| Gennaio         | Me              | Gi              | Ve              | Sa              | Do              | Lu              | Ma              | Me              | Gi              | Ve              | Sa              | Do              | Lu              | Ma              | Me              | Gi              | Ve              | Sa              | Do              | Lu              | Ma              | Me              | Gi              | Ve              | Sa              | Do              | Lu              | Ma              | Me              | Gi              | Ve              |                 |
| Febbraio        | Sa              | Do              | Lu              | Ma              | Me              | Gi              | Ve              | Sa              | Do              | Lu              | Ma              | Me              | Gi              | Ve              | Sa              | Do              | Lu              | Ma              | Me              | Gi              | Ve              | Sa              | Do              | Lu              | Ma              | Me              | Gi              | Ve              | Sa              |                 |                 |                 |
| Marzo           | Do              | Lu              | Ma              | Me              | Gi              | Ve              | Sa              | Do              | Lu              | Ma              | Me              | Gi              | Ve              | Sa              | Do              | Lu              | Ma              | Me              | Gi              | Ve              | Sa              | Do              | Lu              | Ma              | Me              | Gi              | Ve              | Sa              | Do              | Lu              | Ma              |                 |
| Aprile          | Me              | Gi              | Ve              | Sa              | Do              | Lu              | Ma              | Me              | Gi              | Ve              | Sa              | Do              | Lu              | Ma              | Me              | Gi              | Ve              | Sa              | Do              | Lu              | Ma              | Me              | Gi              | Ve              | Sa              | Do              | Lu              | Ma              | Me              | Gi              |                 |                 |
| Maggio          | Ve              | Sa              | Do              | Lu              | Ma              | Me              | Gi              | Ve              | Sa              | Do              | Lu              | Ma              | Me              | Gi              | Ve              | Sa              | Do              | Lu              | Ma              | Me              | Gi              | Ve              | Sa              | Do              | Lu              | Ma              | Me              | Gi              | Ve              | Sa              | Do              |                 |
| Giugno          | Lu              | Ma              | Me              | Gi              | Ve              | Sa              | Do              | Lu              | Ma              | Me              | Gi              | Ve              | Sa              | Do              | Lu              | Ma              | Me              | Gi              | Ve              | Sa              | Do              | Lu              | Ma              | Me              | Gi              | Ve              | Sa              | Do              | Lu              | Ma              |                 |                 |
| Luglio          | Me              | Gi              | Ve              | Sa              | Do              | Lu              | Ma              | Me              | Gi              | Ve              | Sa              | Do              | Lu              | Ma              | Me              | Gi              | Ve              | Sa              | Do              | Lu              | Ma              | Me              | Gi              | Ve              | Sa              | Do              | Lu              | Ma              | Me              | Gi              | Ve              |                 |
| Agosto          | Sa              | Do              | Lu              | Ma              | Me              | Gi              | Ve              | Sa              | Do              | Lu              | Ma              | Me              | Gi              | Ve              | Sa              | Do              | Lu              | Ma              | Me              | Gi              | Ve              | Sa              | Do              | Lu              | Ma              | Me              | Gi              | Ve              | Sa              | Do              | Lu              |                 |
| Settembre       | Ma              | Me              | Gi              | Ve              | Sa              | Do              | Lu              | Ma              | Me              | Gi              | Ve              | Sa              | Do              | Lu              | Ma              | Me              | Gi              | Ve              | Sa              | Do              | Lu              | Ma              | Me              | Gi              | Ve              | Sa              | Do              | Lu              | Ma              | Me              |                 |                 |
| Ottobre         | Gi              | Ve              | Sa              | Do              | Lu              | Ma              | Me              | Gi              | Ve              | Sa              | Do              | Lu              | Ma              | Me              | Gi              | Ve              | Sa              | Do              | Lu              | Ma              | Me              | Gi              | Ve              | Sa              | Do              | Lu              | Ma              | Me              | Gi              | Ve              | Sa              |                 |
| Novembre        | Do              | Lu              | Ma              | Me              | Gi              | Ve              | Sa              | Do              | Lu              | Ma              | Me              | Gi              | Ve              | Sa              | Do              | Lu              | Ma              | Me              | Gi              | Ve              | Sa              | Do              | Lu              | Ma              | Me              | Gi              | Ve              | Sa              | Do              | Lu              |                 |                 |
| Dicembre        | Ma              | Me              | Gi              | Ve              | Sa              | Do              | Lu              | Ma              | Me              | Gi              | Ve              | Sa              | Do              | Lu              | Ma              | Me              | Gi              | Ve              | Sa              | Do              | Lu              | Ma              | Me              | Gi              | Ve              | Sa              | Do              | Lu              | Ma              | Me              | Gi              |                 |